# Firefly (Album)
Firefly ist das zehnte Studioalbum der britischen Hard-Rock Band Uriah Heep. Es war das erste Album mit dem neuen Sänger John Lawton, der den zuvor gefeuerten Originalsänger David Byron ersetzte. Es erschien erstmals am 11. Februar 1977.

## Geschichte
1976 trennten sich die Wege von Uriah Heep und Sänger David Byron nach einer US-Tour innerhalb kürzester Zeit. Als Bassist wurde Trevor Bolder gefunden, der zuvor unter anderem für David Bowie gespielt hatte. Als Sänger wollte man jemanden verpflichten, der den charismatischen Ex-Frontmann Byron nicht kopierte, sondern eine neue Färbung in die Band bringen sollte. Auf Tipp von Roger Glover verpflichtete man John Lawton, der aktuell in der deutschen Band Lucifer’s Friend sang. Lawton hatte zunächst bei den Fans einen schweren Stand. Er wurde häufig abwertend mit Byron verglichen. Der an kreisrundem Haarausfall leidende Lawton, der häufig mit Federschmuck im Haar auftrat, wurde auch häufig für sein Auftreten kritisiert. Nachdem es in den Folgejahren zu etlichen Besetzungswechseln innerhalb der Band gekommen war und David Byron schließlich 1985 an seiner Alkoholsucht gestorben war, wurde die Lawton-Ära von 1976 bis 1979 deutlich positiver und wegweisender bewertet.

## Titelliste
Original
1. The Hanging Tree (3:40) (Hensley/Jack Williams)
2. Been Away Too Long (5:03) (Hensley)
3. Who Needs Me (3:39) (Kerslake)
4. Wise Man (4:40) (Hensley)
5. Do You Know (3:12) (Hensley)
6. Rollin' On (6:21) (Hensley)
7. Symphathy (4:44) (Hensley)
8. Firefly (6:21) (Hensley)

Bonustitel der Wiederveröffentlichung von 1996
1. Crime of Passion (3:37) (Hensley/Box/Kerslake) (B-Seite der Wise Man-Single)
2. Do You Know (3:16) (Hensley) (Demo Version von 1976)
3. A Far Better Way (5:50) (Hensley, Box, Kerslake, Bolder, Lawton)
4. Wise Man (4:48) (Hensley) (TV Backing Track Mix)

Bonustitel der Deluxe Edition von 2004
1. Crime of Passion (Hensley, Mick Box, Kerslake) (B-Seite der Wise Man-Single)
2. A Far Better Way (Hensley, Box, Kerslake, Bolder, Lawton) (Demo Mix)
3. I Always Knew (Hensley, Box, Kerslake, Bolder, Lawton)
4. Dance Dance Dance (Hensley, Box, Kerslake, Bolder, Lawton)
5. Been Away Too Long (Hensley) (Alternative Version)
6. Do You Know (Hensley) (Demo Mix)
7. Who Needs Me (Kerslake) (Alternative Live Version)
8. Wise Man (Kerslake) (T.V. Backing Track)

## Mitwirkende
Band
- Trevor Bolder – E-Bass
- Mick Box – Gitarre, Gesang
- Ken Hensley – Keyboard, Gitarre, Gesang
- Lee Kerslake – Schlagzeug, Gesang
- John Lawton – Gesang

Produktion
- Gerry Bron – Produzent
- Gail Clarke – Cover-Konzept und Gestaltung
- John Gallen – Co-Toningenieur
- Peter Gallen – Toningenieur
- Martin White – Cover-Artwork

## Charts und Chartplatzierungen
Das Album stieg am 15. April 1977 auf Rang 17 der deutschen Albumcharts ein, was zugleich die beste Chartnotierung darstellte. Es konnte sich insgesamt neun Halbmonatsausgaben in den Charts platzieren, letztmals am 15. August 1977. Darüber hinaus erreichte die Singleauskopplung Symphathy Rang 37 der Singlecharts. In den US-amerikanischen Billboard 200 platzierte sich das Album drei Wochen und erreichte mit Rang 166 seine beste Platzierung. In ihrer Heimat ist es nach sieben Studioalben in Folge das erste, das die Charts verfehlte.
| ChartsChartplatzierungen       | Höchstplatzierung | Wochen/ Monate |
| ------------------------------ | ----------------- | -------------- |
| Deutschland (GfK)              | 17 (4½ Mt.)       | 4½ Mt.         |
| Vereinigte Staaten (Billboard) | 166 (3 Wo.)       | 3 Wo.          |